# Bronnbacher Tunnel
Der Bronnbacher Tunnel ist ein Eisenbahntunnel der Bahnstrecke Lauda–Wertheim beim Wertheimer Weiler Bronnbach im Main-Tauber-Kreis in Baden-Württemberg. Die Länge des Tunnels beträgt 349 Meter. Er steht als Teil der Sachgesamtheit „Badische Taubertalbahn“ unter Denkmalschutz.

## Lage
Der Eisenbahntunnel führt durch das Gewann Bergrain am Fuße des Dickbuckels. Nach dem Ostportal (Lage) führt die Strecke in Richtung Gamburg und nach dem Nordwestportal (Lage) in Richtung Bronnbach.
Das Ostportal befinden sich auf der Gemarkung des Werbacher Ortsteils Gamburg und das Nordwestportal auf der Gemarkung der Wertheimer Ortschaft Reicholzheim, wo auch der namengebende Weiler Bronnbach mit eigenem Haltepunkt Kloster Bronnbach und früherem Bahnhof Bronnbach (Tauber) liegt.
Er ist der zweite von insgesamt drei Tunneln auf der Bahnstrecke Lauda–Wertheim (neben dem Gamburger Tunnel und dem Reicholzheimer Tunnel, auch Waldenhausener Tunnel genannt).